# DMV-Sportabzeichen
Durch den Deutschen Motorsport Verband (DMV) wird ein Sportabzeichen für den Motorsport verliehen. Die Verleihung erfolgt abhängig von den Ergebnissen in verschiedenen Motorsportveranstaltungen an Mitglieder des DMV. Es handelt sich um eine Anstecknadel. Das Aussehen des Abzeichens ist unabhängig davon, ob es durch Erfolge im Motorrad- oder Automobilsport erworben wurde.

## Stufen
Das DMV-Sportabzeichen gibt es in verschiedenen Stufen.
- Bronze (75 Punkte)
- Silber (150 Punkte)
- Gold (250 Punkte)
- Groß Gold (500 Punkte)
- Groß Gold mit Brillanten (1000 Punkte)

## Verleihrichtlinien
Die Vergabe erfolgt entsprechend einem Punktesystem. Für die Teilnahme an Automobil- oder Motorradsportveranstaltungen werden Punkte vergeben. Die Menge der erworbenen Punkte hängt dabei von der Bedeutung der Veranstaltung, dem erreichten Platz und der Zahl der Teilnehmer ab. Die zur Erlangung zulässigen Serien und ihre Punktekoeffizienten können sich dabei im Laufe der Jahre ändern.
Einige Punktebeispiele:

Der 5. Platz bei 21 Teilnehmern an einem Clubsport Automobil-Slalom bringt 3,44 Punkte.

Der 5. Platz bei 21 Teilnehmern am Langstreckenpokal bringt 15,5 Punkte.

Der 15. Platz bei 34 Teilnehmern an der Motocross-EM bringt 14,5 Punkte.